# Гуд (округ, Техас)
Шаблон:StateAbbr_ 32°26′ пн. ш. 97°50′ зх. д. / 32.43° пн. ш. 97.83° зх. д.
Округ Гуд (англ. Hood County) — округ (графство) у штаті Техас, США. Ідентифікатор округу 48221.

## Історія
Округ утворений 1866 року.

## Демографія
За даними перепису 2000 року загальне населення округу становило 41100 осіб, зокрема міського населення було 25866, а сільського — 15234. Серед мешканців округу чоловіків було 20152, а жінок — 20948. В окрузі було 16176 домогосподарств, 12103 родин, які мешкали в 19105 будинках. Середній розмір родини становив 2,88.
Віковий розподіл населення поданий у таблиці:
| Стать    | До 15 років | 15-21 | 22-29 | 30-39 | 40-49 | 50-65 | 65-85 | Понад 85 |
| -------- | ----------- | ----- | ----- | ----- | ----- | ----- | ----- | -------- |
| Чоловіки | 4016        | 1795  | 1523  | 2603  | 2953  | 3891  | 3159  | 212      |
| Жінки    | 3905        | 1602  | 1523  | 2626  | 3160  | 4154  | 3505  | 473      |

## Суміжні округи
- Паркер — північ
- Джонсон — схід
- Сомервелл — південь
- Ерат — захід
- Пало-Пінто — північний захід

## Виноски
1. ↑  Texas State Historical Association, Barkley R. R., Tyler R. C. Handbook of Texas — Texas State Historical Association, 1952. — ISBN 978-0-87611-151-2
2. ↑  https://publications.newberry.org/ahcbp/documents/TX_Indiviual_County_Chronologies.htm
3. ↑  U.S. Decennial Census. United States Census Bureau. Архів оригіналу за 26 квітня 2015. Процитовано 30 квітня 2015.
4. ↑  Texas Almanac: Population History of Counties from 1850–2010 (PDF). Texas Almanac. Архів оригіналу (PDF) за 26 лютого 2015. Процитовано 30 квітня 2015.
5. ↑  State & County QuickFacts. United States Census Bureau. Архів оригіналу за 18 жовтня 2011. Процитовано 17 грудня 2013.(англ.) Наведено за англійською вікіпедією.
6. ↑  American FactFinder. Бюро перепису населення США. Архів оригіналу за 21 травня 2008. Процитовано 31 січня 2008.

| США | Це незавершена стаття з географії США. Ви можете допомогти проєкту, виправивши або дописавши її. |